# Сосновский район (Тамбовская область)
Сосно́вский райо́н — административно-территориальная единица (район) и муниципальное образование (муниципальный район) на северной и северо-западной части Тамбовской области России.
Административный центр — посёлок городского типа Сосновка.

## География
Площадь 2382 км².
Граничит на севере с Моршанским, на востоке — с Пичаевским и Бондарским, на юге — с Тамбовским, на западе — с Никифоровским и Староюрьевским районами Тамбовской области, а также на севере — с Сараевским районом Рязанской области.
Сосновский район расположен на Окско-Донской равнине, на водоразделе между реками Дон и Волга.

### Климат
Район располагается в умеренном климатическом поясе, и входит в состав континентальной климатической области Восточно-Европейской Равнины. В среднем, в год выпадает от 350 до 450 мм осадков. Весной, летом и осенью преобладают западные и южные ветра, зимой — северные и северо-восточные. Средняя скорость ветра 4-5 м/с.
- Зима умеренно холодная. Преобладающая температура воздуха днём -15, -18 C°. Часто бывают оттепели. Периодически, раз в 3-4 года, начало зимы бывает малоснежным.
- Весна характеризуется быстрым нарастанием тепла. Ночью температура воздуха может достигать до -12 C°, а днём до 15 C° тепла.
- Лето тёплое, с переменной облачностью. Температура воздуха днём 25-30 C°, ночью — 10-15 C° тепла. Выпадает 65% годового количества осадков.
- Осень характеризуется понижением температуры воздуха и увеличением облачности. В конце осени возможны снегопады и заморозки до -15 C°.

Основные реки протекающие в Сосновском районе: река Цна, река Челновая, река Польной-Воронеж. На территории района расположено более 400 озёр.
Распределение земельного фонда Сосновского района:
- 66,1% — земли сельскохозяйственного назначения;
- 20,6% — земли лесного фонда;
- 6,4% — земли населённых пунктов;
- 6,3% — прочие;
- 0,6% — земли промышленности, транспорта, связи и иного назначения.

Минерально-сырьевые ресурсы представлены строительными материалами и минеральными красками.
Экология
Экологическая ситуация окружающей среды на территории Сосновского района в относительно благоприятном состоянии. Крупные промышленные объекты, загрязняющие природную среду, отсутствуют.

## История
Сосновский район образован Указом Президиума Верховного Совета РСФСР 16 июля 1928 года.
За время своего существования район периодически изменял подчинённость:
с 1928 по 1930 год он входил в состав Козловского округа,
с 1930 по 1934 год находился в составе Центрально-Чернозёмной области,
с 1934 по 1936 год входил в Воронежскую область,
с 1937 по 1939 год входил в Рязанскую область,
с 1939 года находится в составе Тамбовской области.
30 октября 1959 года к Сосновскому району были присоединены части территорий упразднённых Дегтянского и Лысогорского районов.
Во время Великой Отечественной войны с немецко-фашистскими захватчиками сражались более 30 тысяч уроженцев Сосновского района, 12,5 тысяч из них не вернулись домой. Высокого звания Герой Советского Союза удостоены 15 жителей района, четверо — полные кавалеры ордена Славы.

## Население
| 1959    | 1970    | 1979    | 1989    | 2002    | 2009    | 2010    | 2012    | 2013    |
| ------- | ------- | ------- | ------- | ------- | ------- | ------- | ------- | ------- |
| 68 199  | ↗76 734 | ↘61 081 | ↘48 133 | ↘39 253 | ↘35 616 | ↘31 641 | ↘31 391 | ↘31 072 |
| 2014    | 2015    | 2016    | 2017    | 2018    | 2019    | 2020    | 2021    |         |
| ↘30 115 | ↘29 433 | ↘28 872 | ↘28 264 | ↘27 579 | ↘26 751 | ↘26 385 | ↘25 261 |         |

### Урбанизация
Городское население (рабочий посёлок Сосновка) составляет 29.76 % от всего населения района.

### Национальный состав
По итогам переписи населения 2020 года проживали следующие национальности (национальности менее 0,1 % и другое, см. в сноске к строке «Другие»):
| Национальность | Численность, чел. | Доля     |
| -------------- | ----------------- | -------- |
| Русские        | 24 031            | 95,13 %  |
| Азербайджанцы  | 60                | 0,24 %   |
| Армяне         | 44                | 0,17 %   |
| Таджики        | 42                | 0,17 %   |
| Узбеки         | 35                | 0,14 %   |
| Украинцы       | 31                | 0,12 %   |
| Другие         | 1018              | 4,03 %   |
| Итого          | 25 261            | 100,00 % |

## Административное деление
Сосновский район как административно-территориальное образование включает 1 поссовет и 13 сельсоветов.
В Сосновский район как муниципальное образование со статусом муниципального района входят 14 муниципальных образований, в том числе 1 городское и 13 сельских поселений.
| №        | Муниципальное образование   | Административный центр   | Количество населённых пунктов | Население (чел.) | Площадь (км²) |
| -------- | --------------------------- | ------------------------ | ----------------------------- | ---------------- | ------------- |
| 1e-06    | Городские поселения:        |                          |                               |                  |               |
| 1        | Сосновский поссовет         | рабочий посёлок Сосновка | 5                             | ↘8104            | 202,71        |
| 1.000002 | Сельские поселения:         |                          |                               |                  |               |
| 2        | Верхнеярославский сельсовет | село Верхняя Ярославка   | 15                            | ↗1363            | 253,26        |
| 3        | Грязновский сельсовет       | село Новое Грязное       | 2                             | ↗894             | 120,35        |
| 4        | Дегтянский сельсовет        | село Дегтянка            | 11                            | ↘2252            | 317,37        |
| 5        | Дельнодубравский сельсовет  | село Дельная Дубрава     | 5                             | ↘733             | 153,5         |
| 6        | Зелёновский сельсовет       | село Зелёное             | 8                             | ↗523             | 115,41        |
| 7        | Кулеватовский сельсовет     | село Кулеватово          | 5                             | ↘2403            | 68,40         |
| 8        | Ламский сельсовет           | село Вторые Левые Ламки  | 10                            | ↘1176            | 166,65        |
| 9        | Октябрьский сельсовет       | село Третьи Левые Ламки  | 3                             | ↗2010            | 155,37        |
| 10       | Ольховский сельсовет        | село Ольхи               | 6                             | ↗470             | 74,03         |
| 11       | Отъясский сельсовет         | село Отъяссы             | 7                             | ↘1297            | 206,40        |
| 12       | Перкинский сельсовет        | село Перкино             | 6                             | ↘1014            | 158,87        |
| 13       | Подлесный сельсовет         | село Подлесное           | 5                             | ↗2066            | 303,67        |
| 14       | Троицковихляйский сельсовет | село Атманов Угол        | 2                             | ↗956             | 86,10         |

В рамках организации местного самоуправления в 2004 году на территории района были созданы 23 муниципальных образования, в том числе 1 городское поселение (поссовет) и 22 сельских поселения (сельсовета).
В 2009 году упразднённые Вирятинский и Космачевский сельсоветы включены в Сосновский поссовет.
В 2014 году упразднённый Советский сельсовет включён в Подлесный сельсовет; Новослободской и Челнаво-Дмитриевский сельсоветы — в Дегтянский сельсовет, а также упразднённый Андреевский сельсовет включён в Ламский сельсовет.
В 2017 году упразднённый Фёдоровский сельсовет включён в Верхнеярославский сельсовет; Троицкоросляйский — в Дельнодубравский сельсовет; Стёжинский — в Подлесный сельсовет.

## Населённые пункты
В Сосновском районе 85 населённых пунктов, в том числе 1 городской (рабочий посёлок) и 84 сельских.
| №  | Населённый пункт        | Тип             | Население | Муниципальное образование   |
| -- | ----------------------- | --------------- | --------- | --------------------------- |
| 1  | Александровка           | деревня         | 44        | Сосновский поссовет         |
| 2  | Александровка           | село            | 19        | Верхнеярославский сельсовет |
| 3  | Андреевка               | село            | 138       | Ламский сельсовет           |
| 4  | Атманов Угол            | село            | 838       | Троицковихляйский сельсовет |
| 5  | Балабаевка              | деревня         | 2         | Верхнеярославский сельсовет |
| 6  | Берёзовка               | село            | 95        | Дегтянский сельсовет        |
| 7  | Верхняя Ярославка       | село            | 901       | Верхнеярославский сельсовет |
| 8  | Виникляй                | посёлок         | 0         | Перкинский сельсовет        |
| 9  | Вирятино                | село            | 514       | Сосновский поссовет         |
| 10 | Вишневка                | посёлок         | 4         | Зелёновский сельсовет       |
| 11 | Вторые Левые Ламки      | село            | ↗983      | Ламский сельсовет           |
| 12 | Гавриловка              | деревня         | 54        | Ольховский сельсовет        |
| 13 | Дегтянка                | село            | 676       | Дегтянский сельсовет        |
| 14 | Дельная Дубрава         | село            | ↘465      | Дельнодубравский сельсовет  |
| 15 | Дмитриевка              | село            | 21        | Отъясский сельсовет         |
| 16 | Домнино                 | село            | 137       | Ламский сельсовет           |
| 17 | Заречье                 | деревня         | 181       | Перкинский сельсовет        |
| 18 | Зелёное                 | село            | 235       | Зелёновский сельсовет       |
| 19 | Ильино                  | посёлок         | 44        | Ламский сельсовет           |
| 20 | Ильиновка               | деревня         | 68        | Ламский сельсовет           |
| 21 | Каменный Брод           | село            | 208       | Дегтянский сельсовет        |
| 22 | Камыши                  | посёлок         | 2         | Дельнодубравский сельсовет  |
| 23 | Карели                  | посёлок         | 51        | Ольховский сельсовет        |
| 24 | Космачёвка              | село            | 90        | Сосновский поссовет         |
| 25 | Красный Хутор           | посёлок         | 128       | Кулеватовский сельсовет     |
| 26 | Кулеватово              | село            | 1918      | Кулеватовский сельсовет     |
| 27 | Левые Ламки 1-е         | село            | 403       | Октябрьский сельсовет       |
| 28 | Лизуновка               | деревня         | 218       | Ламский сельсовет           |
| 29 | Малиновка               | посёлок         | 14        | Зелёновский сельсовет       |
| 30 | Мамонтово               | село            | 22        | Отъясский сельсовет         |
| 31 | Мариновка               | деревня         | 27        | Сосновский поссовет         |
| 32 | Нижняя Ярославка        | село            | ↗313      | Ламский сельсовет           |
| 33 | Новая Дегтянка          | село            | 158       | Дегтянский сельсовет        |
| 34 | Новая Павловка          | посёлок         | 230       | Зелёновский сельсовет       |
| 35 | Новая Поповка           | посёлок         | 167       | Зелёновский сельсовет       |
| 36 | Новая Слобода           | село            | 232       | Дегтянский сельсовет        |
| 37 | Нововасильевка          | посёлок         | 14        | Зелёновский сельсовет       |
| 38 | Новое Грязное           | село            | 551       | Грязновский сельсовет       |
| 39 | Новоникольская          | деревня         | 19        | Зелёновский сельсовет       |
| 40 | Новопокровка            | посёлок         | 31        | Ламский сельсовет           |
| 41 | Новоситовка             | посёлок         | 14        | Верхнеярославский сельсовет |
| 42 | Новочеркасовка          | деревня         | 106       | Верхнеярославский сельсовет |
| 43 | Новоямское              | село            | 27        | Верхнеярославский сельсовет |
| 44 | Октябрьское             | село            | 169       | Подлесный сельсовет         |
| 45 | Ольхи                   | село            | 487       | Ольховский сельсовет        |
| 46 | Отрезы                  | деревня         | 5         | Верхнеярославский сельсовет |
| 47 | Отъяссы                 | село            | 1099      | Отъясский сельсовет         |
| 48 | Перкино                 | село            | 560       | Перкинский сельсовет        |
| 49 | Перкинский лесокомбинат | посёлок         | 246       | Перкинский сельсовет        |
| 50 | Пески                   | посёлок         | 3         | Кулеватовский сельсовет     |
| 51 | Подлесное               | село            | ↘1057     | Подлесный сельсовет         |
| 52 | Покровка                | посёлок         | 6         | Ольховский сельсовет        |
| 53 | Покрово-Васильевка      | село            | 252       | Верхнеярославский сельсовет |
| 54 | Польной Воронеж         | посёлок         | 11        | Зелёновский сельсовет       |
| 55 | Польной Воронеж 1-й     | посёлок         | 27        | Верхнеярославский сельсовет |
| 56 | Польной Воронеж 2-й     | посёлок         | 26        | Верхнеярославский сельсовет |
| 57 | Поповка                 | посёлок         | 1         | Ольховский сельсовет        |
| 58 | Правые Ламки            | село            | 824       | Октябрьский сельсовет       |
| 59 | Рабочий                 | посёлок         | 433       | Кулеватовский сельсовет     |
| 60 | Русский                 | посёлок         | 56        | Отъясский сельсовет         |
| 61 | Русское                 | село            | 315       | Отъясский сельсовет         |
| 62 | Савинские Карпели       | село            | 323       | Дельнодубравский сельсовет  |
| 63 | Семикино                | деревня         | 604       | Кулеватовский сельсовет     |
| 64 | Семикинский лесоучасток | посёлок         | 124       | Перкинский сельсовет        |
| 65 | Семикинское лесничество | посёлок         | 57        | Перкинский сельсовет        |
| 66 | Ситовка                 | деревня         | 4         | Верхнеярославский сельсовет |
| 67 | Советское               | село            | 388       | Подлесный сельсовет         |
| 68 | Сосновка                | рабочий посёлок | ↘7517     | Сосновский поссовет         |
| 69 | Старое Грязное          | село            | 459       | Грязновский сельсовет       |
| 70 | Стёжинское лесничество  | посёлок         | 8         | Подлесный сельсовет         |
| 71 | Стёжки                  | село            | 887       | Подлесный сельсовет         |
| 72 | Стрелки                 | деревня         | 8         | Верхнеярославский сельсовет |
| 73 | Титовка                 | село            | 252       | Дегтянский сельсовет        |
| 74 | Топкая                  | деревня         | ↗15       | Ламский сельсовет           |
| 75 | Третьи Левые Ламки      | село            | 996       | Октябрьский сельсовет       |
| 76 | Троицкая Вихляйка       | село            | 328       | Троицковихляйский сельсовет |
| 77 | Троицкие Росляи         | село            | 345       | Дельнодубравский сельсовет  |
| 78 | Ушаковка                | посёлок         | 26        | Ольховский сельсовет        |
| 79 | Фёдоровка               | село            | 255       | Верхнеярославский сельсовет |
| 80 | Хлебниково              | село            | 108       | Отъясский сельсовет         |
| 81 | Христофоровка           | село            | 193       | Ламский сельсовет           |
| 82 | Чекмари                 | село            | 283       | Дегтянский сельсовет        |
| 83 | Челнаво-Дмитриевское    | село            | 222       | Дегтянский сельсовет        |
| 84 | Челнаво-Покровское      | село            | 298       | Дегтянский сельсовет        |
| 85 | Челнаво-Рождественское  | село            | 476       | Дегтянский сельсовет        |

### Упразднённые населённые пункты
В 2000 г. упразднены посёлки Ольгино Ольховского сельсовета и Игнатьевка Верхнеярославского сельсовета
В 2017 году были упразднены деревни Веселкино (Дельнодубравский сельсовет), Головкино (Верхнеярославский сельсовет), Новая (Дегтянский сельсовет), а также посёлки Раменка (Отъясский сельсовет) и Садкино (Верхнеярославский сельсовет).

## Экономика
В районе действуют 3 промышленных предприятия, 35 сельскохозяйственных, 3 дорожностроительных, число объектов малого бизнеса — 145, индивидуальных предпринимателей — 246.

## Образование
В районе функционируют 36 образовательных организаций, в том числе: 2 базовые средние общеобразовательные школы с 23 филиалами, 3 дошкольных учреждения с 3-я филиалами, два учреждения дополнительного образования, 1 вечерняя (сменная) школа при ИК.

## Транспорт
Протяжённость автомобильных дорог с твёрдым покрытием (включая щебёночное) в границах Сосновского района составляет 870,9 км.
От Тамбова направляются рейсовые автобусы в Моршанск, Рязань и Челновые.
Регулярное пассажирское обслуживание населения обеспечено Муниципальным унитарным предприятием «Сосновское АТП».
От Сосновки — рейсовые автобусы в Тамбов (ч/з Дегтянку, либо ч/з Вирятино, либо ч/з Лысые Горы), в Моршанск, Москву, с/х «Покровский», Отьяссы, Атманов Угол, Грязные, Савинские Карпели, завод в 3-х Левых Ламках.

## Русская православная церковь

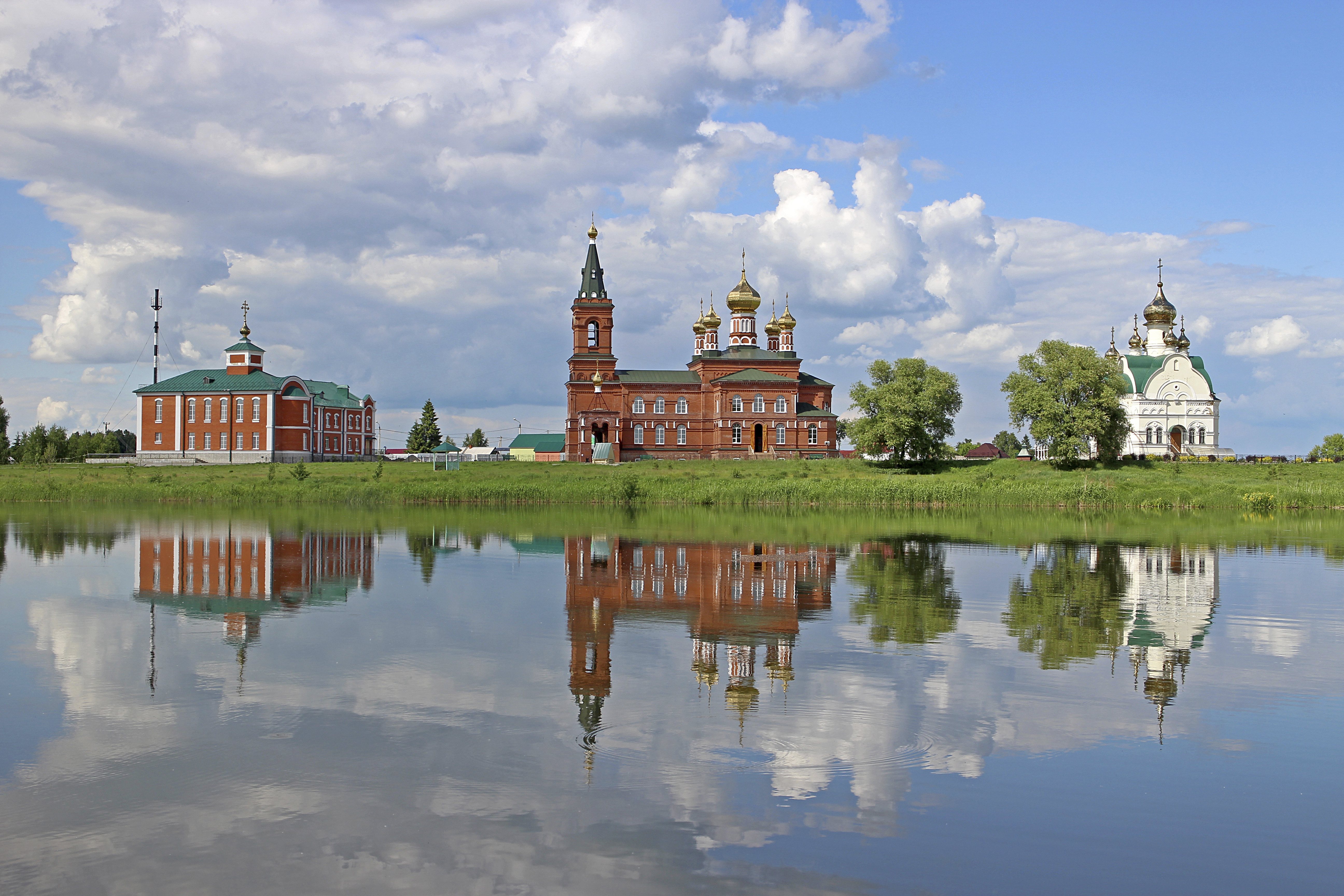
Мамонтова пустынь

- В р.п. Сосновка находится Крестовоздвиженская церковь.
- В селе Мамонтово расположена Свято-Никольская Мамонтова пустынь.
- Богоявленская церковь в селе Советское.
- Покровская церковь в деревне Александровка

## Известные уроженцы
- Атюнин, Василий Степанович (1874—1933) — герой Первой Мировой войны, полный Георгиевский Кавалер. Родился в Троицко-Росляйской волости Моршанского уезда (ныне Троицкоросляйский сельсовет Сосновского района)
- Богомолов, Семён Иванович (1917—1987) — Герой Советского Союза. Родился в селе Старое Грязное.
- Быкасов, Николай Владимирович (1921—1976) — Герой Советского Союза. Родился в селе Третьи Левые Ламки.
- Галкин, Николай Петрович — (1918—1986) — один из авторов разработки и внедрения принципиально новых, не известных ранее в мировой практике крупномасштабных металлотермических плавок. Лауреат Ленинской и Государственной премий, Заслуженный изобретатель РСФСР. Родился в селе Грязное.[31]
- Голиков, Григорий Иванович (1914—1993) — Герой Советского Союза. Родился в селе Новое Грязное.
- Завьялова, Александра Семёновна — (1936—2016) — советская и российская актриса театра и кино, заслуженная артистка России (1994). Родилась в селе Титовка.
- Кузовов, Василий Владимирович (р. 1909) — Герой Социалистического Труда, фронтовик. Родился в селе Вирятино.
- Манаенков, Юрий Алексеевич — (р. 1936) — советский партийный и государственный деятель, первый секретарь Липецкого областного комитета КПСС (1984—89 гг.), секретарь ЦК КПСС (1989—1991 гг.), депутат Верховных Советов СССР и РСФСР, народный депутат СССР. Родился в посёлке Новопокровка.
- Ненашев, Михаил Иванович — (1918—1993) — советский военный деятель, генерал-лейтенант Советской армии, участник Великой Отечественной войны. Герой Социалистического Труда, лауреат Государственной премии СССР. Родился в селе Стежки.
- Павловский, Евгений Семёнович — (р. 1923) — один из крупнейших специалистов по агролесомелиорации, доктор сельскохозяйственных наук, академик ВАСХНИЛ (1988), Заслуженный деятель науки РФ. Директор Всесоюзного научно-исследовательского института Агролесомелиорации с 1975 по 1995. Родился в селе Старое Грязное.
- Рамзин, Леонид Константинович — (1887—1948) — выдающийся учёный-теплотехник, профессор, лауреат Государственной премии СССР, изобретатель прямоточных паровых котлов высокого давления. Родился в селе Сосновка.
- Рыбин, Александр Гаврилович (1914—2003) — Герой Советского Союза. Родился в селе Правые Ламки.

## Достопримечательности
- На улице Вокзальной в посёлке Сосновка расположен памятник неизвестному солдату, который был воздвигнут в честь воинов погибших в Великой Отечественной войне.